# Caprotina
Caprotina es el sobrenombre que los romanos dieron a Juno en memoria de un hecho que refiere Macrobio. (Saturn. l. 1, c. I2.)
Después que los galos hubieron dejado Roma, creyendo los pueblos circunvecinos anonadada la república, acudieron a sitiar la ciudad bajo el mando de Lucio, dictador de los Fidenatos, que hizo pedir a los romanos sus mujeres y sus hijas. Las esclavas, por consejo de otra de ellas llamada Philotis, se pusieron los vestidos de sus señoras y se presentaron al enemigo quien tomándolas por las romanas que habían pedido las distribuyó por su campo. Ellas fingieron celebrar una fiesta y excitaron a los capitanes y a los soldados a que se entregaran a la alegría y sobre todo a beber. Cuando observaron que ya estaban entorpecidos por la embriaguez y sueño, dieron la señal convenida a la ciudad con una higuera silvestre, en latín caprificus. Bien pronto, arrojándose los romanos sobre los enemigos llenaron el campo de una horrorosa carnicería, recompensando luego tan importante servicio con la libertad y una gran suma de plata para casarse. 
El senado decretó que este día tornaría el nombre de Nonas caprotinas (Nonæ caprotinæ); e instituyó una fiesta anual en honor de Juno Caprotina que colocaban bajo una higuera silvestre, cuyo fruto y licor formaban parte del sacrificio. Las esclavas eran admitidas en esta fiesta, que se celebraba en las nonas de julio. Otros pretenden que Juno tuvo este nombre de la piel y cuernos de la cabra que la seguía.